# 閻鶴昇
閻鶴昇，河南林州人，清朝政治人物、同進士出身。

## 生平
順治三年（1646年）丙戌，清廷首开会试，閻鶴昇中式，殿试位列三甲第二百九十二名。四年（1647年），授山西太原府樂平縣知縣，任內增修樂平西門外護井小城、重修毀塌的東城。十年（1653年），擢調戶部主事。後历任通州中南倉監督。